# 부킷바톡웨스트역

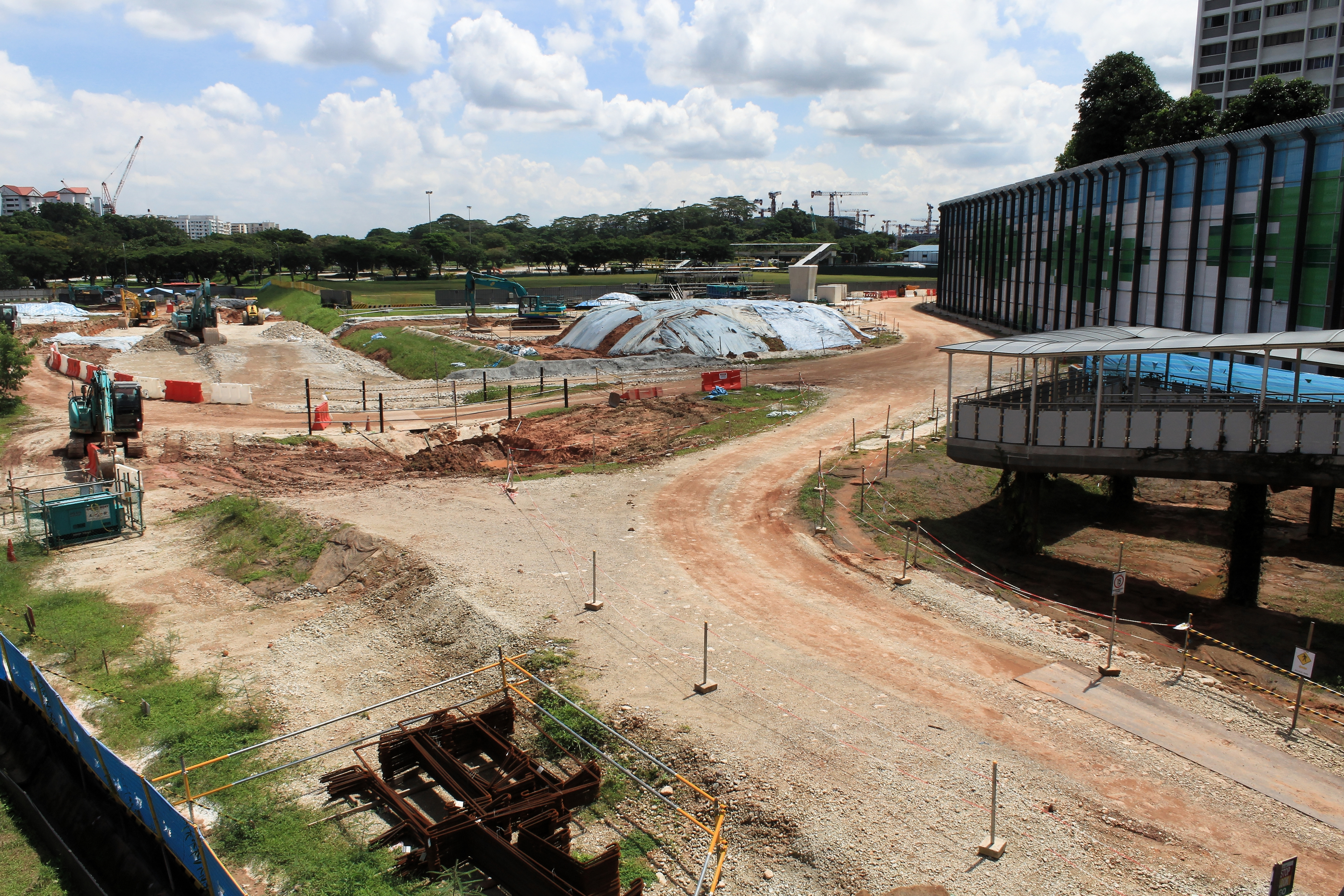
공사 중인 모습

부킷바톡웨스트역(Bukit Batok West MRT station)은 싱가포르의 부킷 바톡(Bukit Batok)과 주롱 이스트(Jurong East) 계획 지역의 경계를 따라 위치한 싱가포르 MRT 주롱리전선(Jurong Region Line)의 미래 고가 MRT(Mass Rapid Transit) 역이다.